# Джей Лий Томпсън
Джей Лий Томпсън (на английски: J. Lee Thompson) е британски филмов режисьор. 

## Биография
Роден е през 1914 г. в театрално семейство. Учи в колежа в Дувър. След дипломирането си работи в местния театър, където изпълнява роли и пише пиеси. Една от пиесите му „Двойна грешка“ (Double Mistake) е поставена на Уест Енд и му носи първа известност. От 1937 г. той е сценарист на персонала в British Cinema Corporation.
По време на Втората световна война служи като радиооператор в редиците на Кралските военновъздушни сили.

## Филмография
| Година | Филм                    | Оригинално заглавие    |
| ------ | ----------------------- | ---------------------- |
| 1959   | Северозападна граница   | North West Frontier    |
| 1959   | Няма дървета на улицата | No Trees in the Street |
| 1959   | Тайгър Бей              | Tiger Bay              |
| 1969   | Златото на Маккена      | Mackenna's Gold        |
| 1980   | Кабобланко              | Caboblanco             |